# Albert De Raedt
Albert De Raedt, né à Gentbrugge le 22 juillet 1918 et mort le 17 avril 1992, est un footballeur international belge actif du milieu des années 1930 à la fin des années 1940. Il joue durant toute sa carrière pour l'ARA La Gantoise, un club de sa ville natale, où il occupe le poste de gardien de but.

## Carrière en club
Albert De Raedt intègre l'équipe première de La Gantoise en 1936, à l'âge de 18 ans. Le club vient alors de remonter en Division d'Honneur, le plus haut niveau national. Le jeune gardien y obtient progressivement une place de titulaire. Il enchaîne les bonnes prestations et est appelé pour la première fois en équipe nationale belge en 1939 pour un match amical contre l'Allemagne. Il joue trois autres rencontres jusqu'en avril 1940, quelques jours avant que la Belgique ne soit impliquée dans la Seconde Guerre mondiale.
Albert De Raedt continue à jouer pour La Gantoise durant le conflit et au sortir de celui-ci, bien qu'il soit devenu un des piliers de l'équipe, il voit arriver la concurrence du jeune Armand Seghers. Il joue encore néanmoins jusqu'en 1949, année où il décide de mettre un terme à sa carrière de joueur. Il se retire ensuite du monde du football. Albert De Raedt est décédé le 17 avril 1992 à l'âge de 73 ans.

### Statistiques
| Saison                | Club                  | Championnat           | Championnat | Championnat | Coupe(s) nationale(s) | Coupe(s) nationale(s) | Total | Total |
| Saison                | Club                  | Division              | M.          | B.          | M.                    | B.                    | M.    | B.    |
| 1936-1937             | ARA La Gantoise       | Division 1            | -           | -           | 0                     | 0                     | 0     | 0     |
| 1937-1938             | ARA La Gantoise       | Division 1            | -           | -           | 0                     | 0                     | 0     | 0     |
| 1938-1939             | ARA La Gantoise       | Division 1            | -           | -           | 0                     | 0                     | 0     | 0     |
| 1941-1942             | ARA La Gantoise       | Division 1            | -           | -           | 0                     | 0                     | 0     | 0     |
| 1942-1943             | ARA La Gantoise       | Division 1            | -           | -           | 0                     | 0                     | 0     | 0     |
| 1943-1944             | ARA La Gantoise       | Division 1            | -           | -           | 0                     | 0                     | 0     | 0     |
| 1945-1946             | ARA La Gantoise       | Division 1            | -           | -           | 0                     | 0                     | 0     | 0     |
| 1946-1947             | ARA La Gantoise       | Division 1            | -           | -           | 0                     | 0                     | 0     | 0     |
| 1947-1948             | ARA La Gantoise       | Division 1            | -           | -           | 0                     | 0                     | 0     | 0     |
| 1948-1949             | ARA La Gantoise       | Division 1            | -           | -           | 0                     | 0                     | 0     | 0     |
| Total sur la carrière | Total sur la carrière | Total sur la carrière | 1           | 0           | 0                     | 0                     | 1     | 0     |

## Carrière en équipe nationale
Albert De Raedt compte quatre convocations en équipe nationale belge, pour autant de matches joués. Appelé pour la première fois le 29 janvier 1939 à l'occasion d'un déplacement en Allemagne, il joue trois autres rencontres jusqu'au 21 avril 1940.

### Liste des sélections internationales
Le tableau ci-dessous reprend toutes les sélections d'Albert De Raedt. Le score de la Belgique est toujours indiqué en gras.
| Date       | Compétition  | Adversaire | Lieu      | Score | Remarque |
| ---------- | ------------ | ---------- | --------- | ----- | -------- |
| 29/01/1939 | Match amical | Allemagne  | Bruxelles | 1-4   |          |
| 27/05/1939 | Match amical | Pologne    | Łódź      | 3-3   |          |
| 17/03/1940 | Match amical | Pays-Bas   | Anvers    | 7-1   |          |
| 21/04/1940 | Match amical | Pays-Bas   | Amsterdam | 4-2   |          |